# Рагнар Фриш
Рагнар Антон Китил Фриш (норв. Ragnar Anton Kittil Frisch; 3. март 1895 — 31. јануар 1973) био је норвешки економиста. Заједно са Јаном Тинбергеном је добитник прве Нобелове награде за економију 1969. године за развијање и примену динамичких модела за анализу економских процеса.